# Široká Niva (stacja kolejowa)
Široká Niva – stacja kolejowa w Širokej Nivie, w kraju morawsko-śląskim, w Czechach na adresie Široká Niva 167. Leży na linii kolejowej nr 313.